# 6th Otakebi Album
6th Otakebi Album (6th 雄叫びアルバム (Shikkususu Otakebi Arubamu?)) è il sesto album in studio del gruppo idol femminile giapponese Berryz Kobo, pubblicato nel 2010.

## Tracce
Testi e musiche di Tsunku.
1. Otakebi Boy Wao! – 3:33
2. Rival (ライバル) – 4:19
3. Ryūsei Boy (流星ボーイ) – 3:25
4. Ai ni wa Ai Desho (愛には 愛でしょ) – 4:32
5. Seishun Bus Guide (青春バスガイド) – 3:27
6. Kimi no Tomodachi (君の友達) – 3:42
7. Grand Demo Rōka Demo Medatsu Kimi (グランドでも廊下でも目立つ君) – 3:41
8. Tomodachi wa Tomodachi Nanda! – 3:52
9. Kibō no Yoru (希望の夜) – 5:21
10. Dakishimete Dakishimete (抱きしめて 抱きしめて) – 3:52
11. Yakimochi o Kudasai! (ヤキモチをください！) – 4:52
12. Watashi no Mirai no Danna-sama (私の未来のだんな様) – 3:39